# 코끼리장수풍뎅이속
코끼리장수풍뎅이속(Megasoma / 영어: elephant beetles)은 장수풍뎅이아과의 한 속이다. 코끼리장수풍뎅이류는 북아메리카의 남반부와 남아메리카의 대부분에서 발견된다.

## 외양
코끼리장수풍뎅이류는 전반적으로 덩치가 크다. (속명 또한 그리스어로 "큰 몸뚱이"라는 뜻이다.) 몇몇 종은 딱정벌레 중에서 제일 덩치가 큰 편에 속한다. 하지만 한편 작은 종들도 있어서, 제일 큰 종은 135mm까지 자라는 반면, Megasoma punctulatum 와 같은 작은 종은 20mm에 불과하다..
대부분의 종들 (Megasoma elephas, Megasoma thersites, Megasoma gyas, Megasoma cedrosa, Megasoma anubis, Megasoma occidentale, Megasoma joergenseni, Megasoma vogti) 은 몸의 거의 모든 부위에 미세한 강모(setae)가 나있어서 옅은색, 혹은 오렌지색을 띈다.
대부분의 종들의 수컷은 크고 아름다운 뿔을 지니고 있는데, 다른 수컷과 씨름하는 데 쓰인다. 암컷은 뿔이 없다.

## 식성
유충은 나무나 덤불의 뿌리를 먹고, 성충은 대개 나무 수액이나 과즙을 먹는다.

## 습성과 서식지
성충은 야행성이며 빛에 이끌리고, 나무에서 쉬는 모습을 흔히 볼 수 있다.

## 분류[1]
- Megasoma actaeon Linnaeus, 1758
- Megasoma anubis Chevrolat, 1836
- Megasoma cedrosa Hardy, 1972
- Megasoma elephas Fabricius, 1775
- Megasoma fujitai Nagai 2003
- Megasoma gyas Herbst, 1785
- Megasoma hermes Prandi, 2016
- Megasoma joergenseni Bruch, 1910
- Megasoma lecontei Hardy, 1972
- Megasoma mars Reiche, 1852
- Megasoma nogueirai Morón, 2005
- Megasoma occidentale Bolivar, Pieltain, Jimenez-asua & Martinez, 1963
- Megasoma pachecoi Cartwright, 1963
- Megasoma punctulatum Cartwright, 1952
- Megasoma ramirezorum Silvestre et Arnaud, 2002
- Megasoma sleeperi Hardy, 1972
- Megasoma svobodaorum Krajcik, 2009
- Megasoma thersites LeConte, 1861
- Megasoma vazdemelloi Prandi, 2018
- Megasoma vogti Cartwright, 1963
- Megasoma yanus Felsche, 2006

## 참고 문서
- 제일 큰 곤충들의 목록(영어판)